# 2015 en arts plastiques
| Années des arts plastiques : 2012 - 2013 - 2014 - 2015 - 2016 - 2017 - 2018    |
| Décennies des arts plastiques : 1980 - 1990 - 2000 - 2010 - 2020 - 2030 - 2040 |

Cette page concerne l'année 2015 en arts plastiques.

## Événements
- 22 octobre-25 octobre : Foire internationale d'art contemporain à Paris

## Décès
- 27 janvier :
  - Arturo Carmassi, sculpteur et peintre italien (° 2 juillet 1925),
  - François Ristori, peintre français (° 7 mars 1936),
- 31 janvier : Vasco Bendini, peintre informaliste italien (° 27 février 1922),
- 1er février : Victor Sarfati, peintre et professeur de peinture tunisien (° 1931),
- 11 février : Rudolf Fila, peintre tchécoslovaque puis slovaque (° 19 juillet 1932),
- 17 février : Jean-Louis Tamvaco, peintre, homme d'affaires, historien du théâtre et de l'opéra et collectionneur français (° 29 mai 1931),
- 18 février : Jean Chabot, peintre français (° 2 février 1914),
- 19 février :
  - Jean Asselbergs, sculpteur et graveur de médailles français (° 1928),
  - Michel Clos, peintre français (° 12 février 1934),
- 21 février :
  - John Knapp-Fisher, peintre britannique (° août 1931),
  - Jean Le Merdy, peintre français (° 10 octobre 1928),
- 25 février : Jurģis Skulme, peintre letton (° 13 septembre 1928),
- 28 février : Carel Visser, sculpteur néerlandais (° 3 mai 1928),
- 2 mars : Marc Taraskoff, peintre et illustrateur français (° 25 décembre 1955),
- 7 mars : Lebadang, peintre, graveur et sculpteur vietnamien naturalisé français (° 27 juin 1921),
- 13 mars : Ismaïla Manga, peintre, infographe et sculpteur sénégalais (° 8 août 1957),
- 14 mars :
  - Bodys Isek Kingelez, sculpteur congolais (° 1948),
  - Alain Le Saux, directeur artistique et illustrateur français (° 16 février 1936),
- 16 mars : Kuniyoshi Kaneko, peintre, illustrateur et photographe japonais (° 23 juillet 1936),
- 21 mars : Hans Erni, peintre, graphiste, graveur et illustrateur suisse (° 21 février 1909),
- 25 mars : Foued Zaouche, peintre et écrivain tunisien (° 1944),
- 26 mars : Albert Irvin, peintre britannique (° 21 août 1922),
- 29 mars : William Delafield Cook, peintre australien (° 28 février 1936),
- 5 avril : Juan Carlos Cáceres, peintre, professeur d'histoire de l'art et musicien argentin (° 4 septembre 1936),
- 12 avril : Jože Ciuha, peintre slovène (° 26 avril 1924),
- 16 avril :
  - Laurent Jiménez-Balaguer, peintre espagnol (° 14 janvier 1928),
  - Giuseppe Zigaina, peintre néorealiste italien (° 2 avril 1924),
- 20 avril : Gilberto Almeida, peintre équatorien (° 30 mai 1928),
- 27 avril : Jean-Pierre Vielfaure, peintre, graveur et lithographe français (° 9 juin 1930),
- 8 mai : Menashe Kadishman, plasticien, sculpteur et peintre israélien (° 21 août 1932),
- 10 mai : Jef Gravis, peintre et plasticien français (° 24 novembre 1938),
- 13 mai : Jean-Claude Hesselbarth, peintre et dessinateur suisse (° 29 mars 1925),
- 23 mai : Carl Nesjar, peintre et sculpteur norvégien (° 28 mars 1920),
- 24 mai : Abraham Pincas, peintre, chercheur, écrivain, professeur et voyageur bulgaro-franco-israélien (° 6 août 1945),
- 8 juin : Valeri Levental, peintre et décorateur de théâtre russe (° 17 août 1938),
- 12 juin : Antoni Pitxot,  peintre espagnol (° 5 janvier 1934),
- 19 juin :
  - Bertrand Dorny, peintre et graveur français (° 27 juillet 1931),
  - Earl Norem, peintre et illustrateur américain (° 17 avril 1924),
- 20 juin : Daniel Schintone, peintre français (° 4 février 1927),
- 23 juin : Shusei Nagaoka, illustrateur japonais (° 26 novembre 1936),
- 28 juin : Claude Gilli, peintre et sculpteur français (° 15 septembre 1938),
- 30 juin :
  - Charles Harbutt, photographe et photojournaliste américain (° 29 juillet 1935),
  - Paolo Piffarerio, dessinateur de bande dessinée italien (° 27 août 1924),
- 6 juillet : Stéphane Braconnier, peintre abstrait français  (° 3 novembre 1958),
- 10 juillet : Raymond Glorie, sculpteur, médailleur et plasticien belge (° 2 mai 1918),
- 12 juillet : Ramón Oviedo, peintre dominicain (° 7 février 1924),
- 19 juillet : Michel Smolders, sculpteur belge (° 24 avril 1929),
- 23 juillet : Remzi, peintre, pastelliste et graveur français d'origine kurde (° 1928),
- 27 juillet : Guy Bardone, peintre, aquarelliste, lithographe et illustrateur français (° 19 septembre 1927),
- 1er août : Piotr Ossovski, peintre soviétique puis russe (° 18 mai 1925),
- 2 août : Ljubinka Jovanović-Mihailović, peintre serbe (° 6 octobre 1922),
- 9 août : Coyote, dessinateur français (° 9 octobre 1962),
- 27 août : André Plisson, peintre et lithographe français (° 22 juillet 1929),
- 31 août : Bernard Aubertin, plasticien français (° 29 juillet 1934),
- 1er septembre : Takuma Nakahira, photographe et critique photographique japonais (° 6 juillet 1938),
- 2 septembre : Denis Roche, écrivain, poète et photographe français (° 21 novembre 1937),
- 25 septembre : Carol Rama, peintre italienne (° 17 avril 1918),
- 26 septembre : Roger Dérieux, peintre français rattaché à l'école de Paris (° 28 janvier 1922),
- 30 septembre : Marcel Busson, peintre français (° 22 avril 1913),
- 6 octobre : Albert Poulain, dessinateur, chanteur et conteur français (° 8 septembre 1932),
- 8 octobre :  Tomek Steifer, peintre, graphiste, peintre héraldiste et généalogiste polonais (° 5 novembre 1955),
- 10 octobre : Mahmoud Sehili, peintre tunisien (° 27 juillet 1931),
- 25 octobre : Wojciech Fangor, peintre, graveur et sculpteur polonais (° 15 novembre 1922),
- 28 octobre : Yūsuke Aida, designer et céramiste japonais (° 1931),
- 31 octobre : François Orlandini, peintre français (° 3 juillet 1920),
- 9 novembre : Ernst Fuchs, peintre, dessinateur, graveur, sculpteur, architecte, scénographe, compositeur, poète et chanteur autrichien (° 13 février 1930),
- 10 novembre : Pierre-Henry, peintre figuratif français (° 17 mai 1924),
- 12 novembre : Aaron Shikler, peintre américain (° 18 mars 1922),
- 15 novembre : Gisèle Prassinos, poétesse, romancière, novelliste et plasticienne grecque (° 26 février 1920),
- 17 novembre : Pino Concialdi, peintre italien (° 20 mai 1946),
- 23 novembre :
  - Pierre Bernard, graphiste français (° 25 février 1942),
  - André Helluin, peintre français (° 15 juillet 1926),
- 9 décembre : Tana Kaleya, photographe et cinéaste polonaise et française (° 26 février 1939),
- 10 décembre : Georges Feher, peintre figuratif et lithographe hongrois naturalisé français (° 22 janvier 1929),
- 13 décembre : Piet Moget, peintre néerlandais (° 24 mai 1928),
- 14 décembre : Aleš Veselý, sculpteur tchécoslovaque puis tchèque (° 3 février 1935),
- 17 décembre : Jean-Luc Vilmouth, sculpteur français (° 5 mars 1952),
- 20 décembre : Ryszard Kiwerski, peintre, graphiste et affichiste polonais (° 24 mai 1930),
- 24 décembre : Eugène Dodeigne, sculpteur belgo-français (° 27 juillet 1923),
- 27 décembre : Ellsworth Kelly, peintre et sculpteur abstrait américain (° 31 mai 1923),
- 28 décembre : Pierre-Marie Rudelle, peintre français (° 18 juin 1932).